# Chargeur (électricité)
Pour les articles homonymes, voir chargeur.

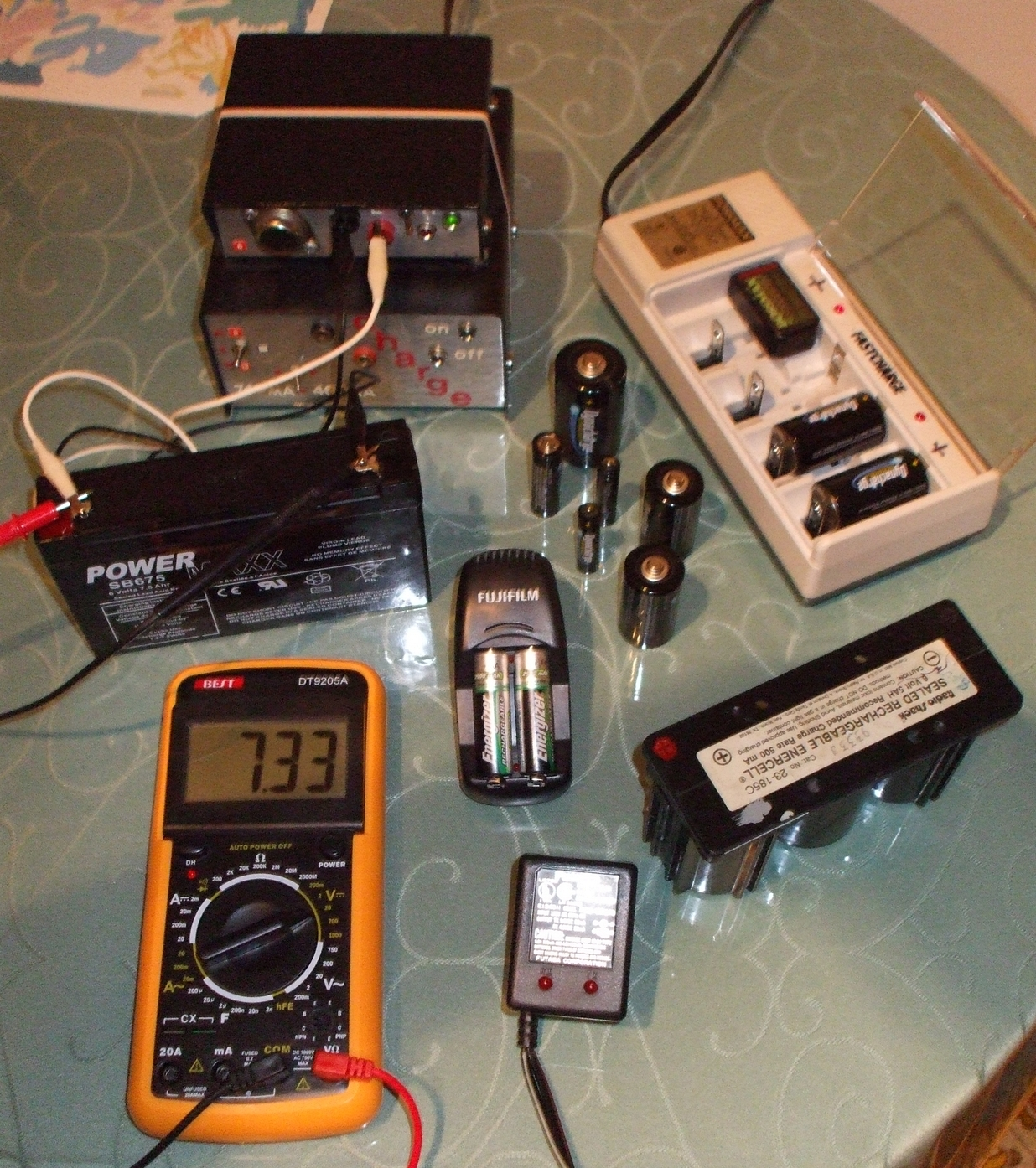
Chargeurs et différents types et format de batteries.

Un chargeur est un appareil permettant de recharger un ou plusieurs accumulateurs électriques, groupés ou non en batterie, en injectant un courant électrique inverse au sens d'utilisation (décharge).

## Principes
Le circuit le plus simple est une source électrique continue et stabilisée en tension, limitée en courant ou l'inverse.

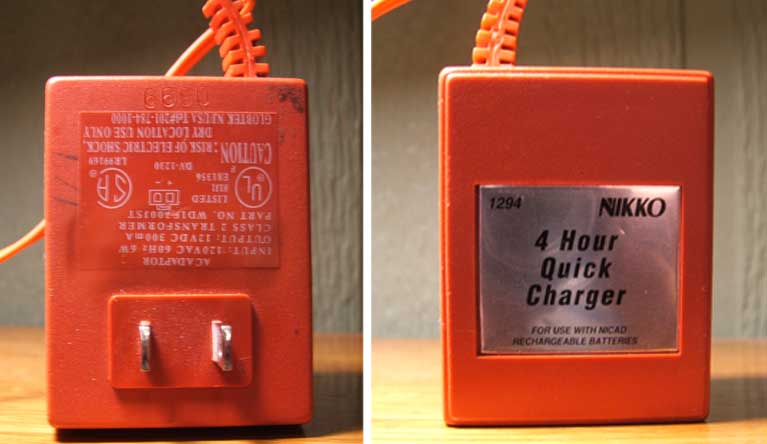
Chargeur simple de type mural (sortie : 12 V / 300 mA).

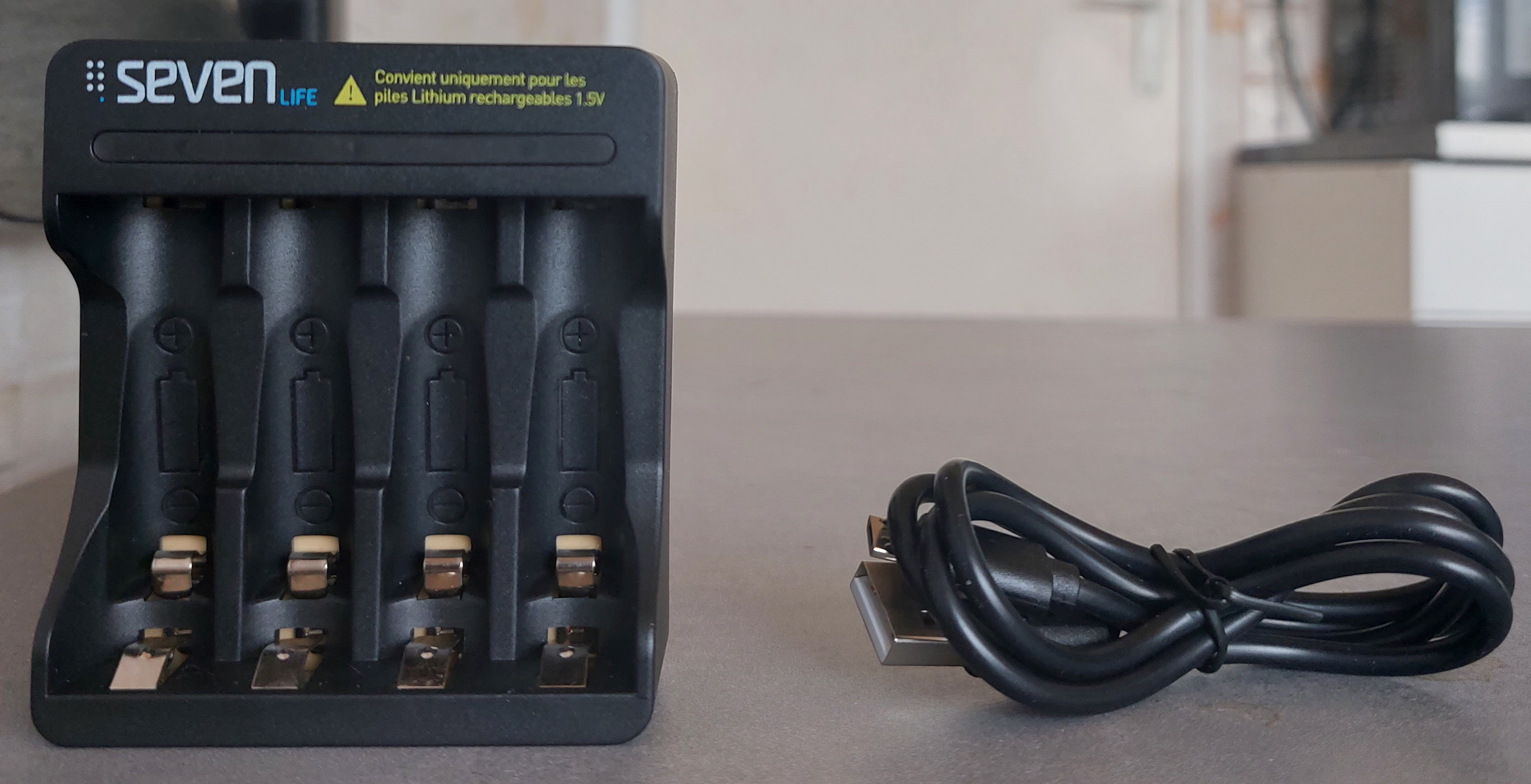
Chargeur pour piles rechargeables en lithium 1.5V, et son câble USB-C.

- Le chargeur peut être une source de tension constante (en volts), le courant de charge diminuant avec la montée en tension de la batterie au fil de la charge (chargeur linéaire).
- Le chargeur peut être une source de courant constante (en ampères), la tension augmentant au fur et à mesure de la charge ; ce type de chargeur implique généralement une maîtrise scrupuleuse du temps de charge, sous peine de dégradation des accumulateurs. Voir formule du calcul du temps de charge.

Les chargeurs linéaires sont généralement composés d'un circuit de régulation secteur assez classique constitué d'un transformateur suivi d'un redressement à diodes puis d'un lissage à l'aide de condensateurs / selfs et enfin d'un circuit de régulation.
Les chargeurs à courant constant sont plus complexes et basés sur des circuits à découpage.

## Détermination du temps de charge
La quantité d’énergie contenue dans une batterie ou un accumulateur s’exprime en watts-heures (Wh), en kilowatts-heures (kWh), ou en milliwatts-heures, unités non-SI mais homogènes au joule.
En pratique, les fabricants annoncent généralement la charge électrique maximum Q d’une batterie annoncée en ampères-heures (Ah) ou milliampères-heures (mAh), unité homogène au coulomb, ainsi que la tension moyenne délivrée par la batterie en volts (V).
Le courant de charge maximal Imax est directement donné en ampères ou parfois en coefficient CA, avec {\displaystyle CA={\frac {I_{\text{max}}}{Q}}}.
Le courant de charge nominal I (qui doit être inférieur ou égal au courant de charge Imax) est déterminé par le chargeur.
Le temps de charge T peut être estimé par le calcul : {\displaystyle T={\frac {Q}{I}}}.
Par exemple : 
- pour une batterie d'une capacité énergétique de 7 Ah avec une charge nominale de 1 A : {\displaystyle T={\frac {7}{1}}=7\,{\text{h}}} ;
- pour un accumulateur de 60 Ah avec une charge nominale de CA = 0,2, {\displaystyle I_{\text{max}}=60*0,2=12\,{\text{A}}}

{\displaystyle T={\frac {60}{12}}=5\,{\text{h}}\,(={\frac {1}{CA}})}
I est fréquemment en dessous de Imax car, plus le courant à fournir est élevé, plus le prix du chargeur est élevé. De plus, un courant de charge trop élevé peut provoquer une surchauffe et donc une réduction de la durée de vie de la batterie.

## Contrôle de fin de charge
Le contrôle de fin de charge est essentiel pour un chargeur. Il permet, en fonction du type d'accumulateur, de déterminer si la batterie ou l'accumulateur a terminé son cycle de charge. Les chargeurs modernes combinent différentes méthodes de contrôle afin de s'assurer que la batterie ne s'endommage pas.

### Contrôle temporel
Elle consiste à arrêter la charge au bout d'un temps prédéterminé. Ce temps de charge est programmé manuellement, soit en le calculant spécifiquement, soit en sélectionnant la capacité de la batterie sur le minuteur qui correspond à un temps de charge prédéterminé.

### Contrôle par seuil de tension
Lorsque l'accumulateur ou la batterie atteint ou dépasse un seuil déterminé, la charge est considérée comme terminée.
Exemple : accumulateur au plomb.

### Contrôle par seuil de courant
Lorsque la consommation de courant descend en dessous d'un certain seuil, la charge est arrêtée.
Exemples : accumulateur au plomb, accumulateur lithium fer phosphate.

### Contrôle par variation négative de la tension
Malgré l'injection de courant dans l'accumulateur, la tension se met à diminuer. C'est le signe que la charge est terminée.
Exemples : accumulateur lithium-ion, accumulateur nickel-hydrure métallique (en charge rapide).

### Chargeur à microcontrôleur
Dans ce type de chargeur, la charge est effectuée suivant un programme exécuté par un microcontrôleur.
Un chargeur à microcontrôleur peut présenter plusieurs avantages, par exemple :
- adapter le courant ainsi que le temps de charge en fonction de la capacité et de la tension de la batterie ;
- détecter la fin de charge de manière combinée ;
- détecter une inversion de polarité ;
- suivre la température de la batterie si le chargeur ou la batterie sont dotés d'un capteur thermique ;
- maintenir automatiquement le niveau de charge, prévenant le phénomène d'auto-décharge ;

Ces chargeurs portent souvent la dénomination marketing de « chargeur intelligent ».
Les chargeurs sont munis d'un circuit de charge (partie puissance), d'un circuit de contrôle (partie commande) et, au besoin, d'un circuit de pré-décharge. Le circuit de pré-décharge servira à la décharge complète de la batterie avant de la recharger, évitant l'effet mémoire.

## Chargeur rapide
Un chargeur dit « rapide » est un chargeur qui injecte un courant de charge élevé, et de ce fait réduit le temps de charge. Ce terme est une dénomination marketing, car la notion de rapidité est relative, et ne dit rien sur les autres caractéristiques du chargeur (complétude de la charge, durée de vie des accumulateurs, efficacité énergétique, sécurité...). En charge rapide, les accumulateurs chauffent davantage et leur durée de vie peut être réduite, notamment si les caractéristiques de charges des accumulateurs sont dépassées.

## Chargeur pour accumulateurs au plomb

### Chargeur à impulsions

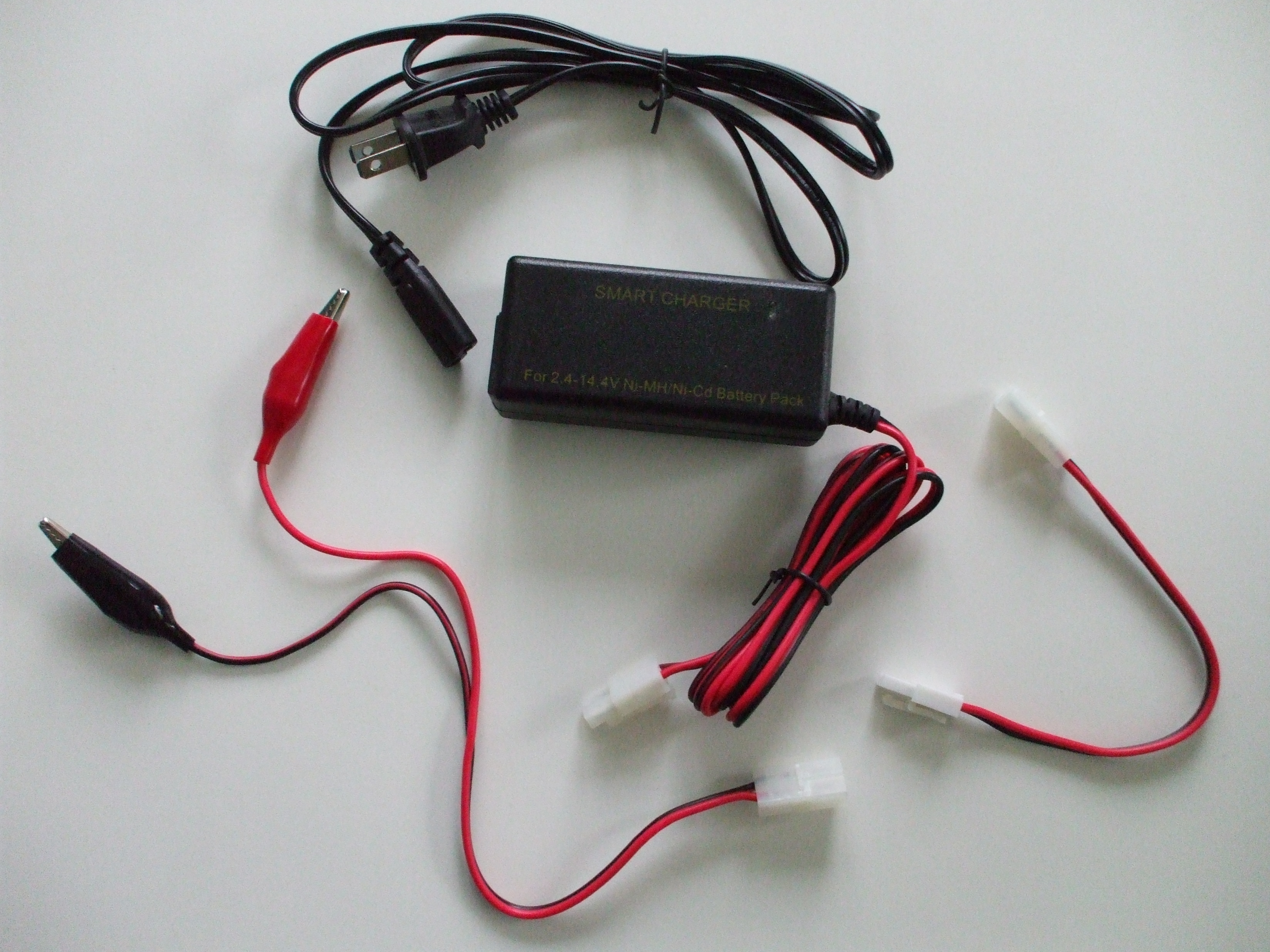
Chargeur à impulsions de 2.4 à 14.4 V.

C'est une technologie récente ; des impulsions de tension négative, émises lors de la phase de charge, empêchent le sulfatage (une réaction chimique) sur les plaquettes de la batterie. Ceci prolonge la durée de vie des batteries.
Dans le cas de batteries anciennes, il diminuerait progressivement l'accumulation de sulfate sur les plaquettes (désulfatation), restaurant le rendement de ce type de batteries.

### Chargeur pour batterie de véhicule (moteur à explosion)

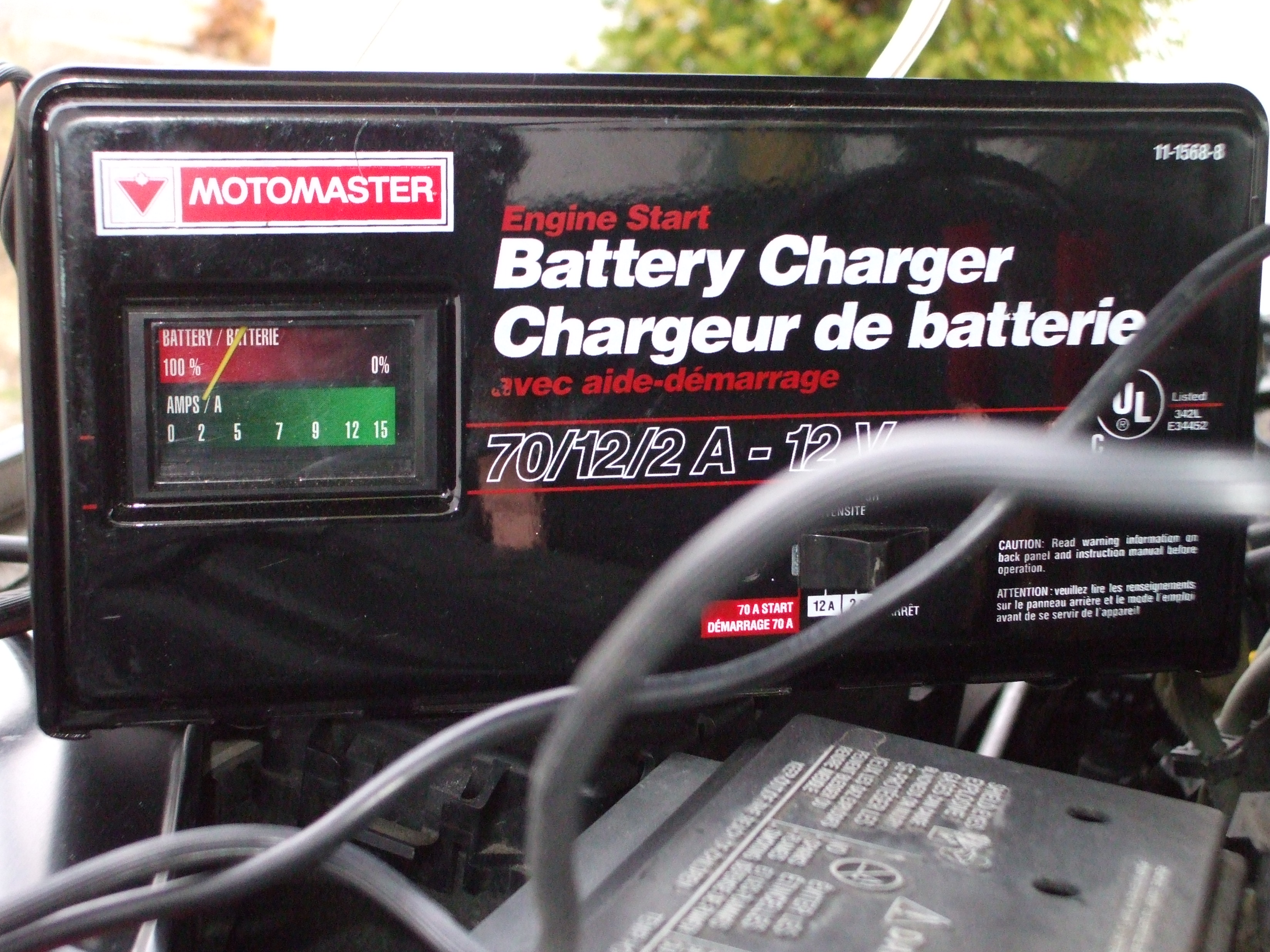
Chargeur-démarreur de 12 V pour les batteries au plomb pour automobiles.

On peut distinguer trois types principaux de chargeurs pour l'automobile :
- le chargeur simple, avec un choix discret de modes de charge (ex. : choix entre charges de deux et dix ampères), à l'aide d'un sélecteur par exemple ;
- le chargeur automatique (dit « intelligent ») avec vaste choix de programmes de charge ou d'entretien, avec un indicateur de niveau de charge, et arrêt automatique[2] ;
- le chargeur-démarreur professionnel dont la puissance permettra aussi d'actionner directement un démarreur lors d'une panne totale de batterie ;
- le chargeur de dépannage portatif, lui-même équipé d'une batterie d'appoint, ou « booster » qui permet une aide au démarrage lors d'une panne de batterie.

Même si la majorité de ces chargeurs sont adaptés à la tension des batteries les plus courantes (12 V, dans l'automobile), certains sont spécifiques à une autre tension ou peuvent basculer manuellement ou automatiquement pour recharger des batteries de 6 V (moto) ou encore 24 V (camion, tracteur).

## Source d'alimentation des chargeurs
Différentes sources d'énergie sont utilisées pour les chargeurs électriques commercialisés. Si les chargeurs s'alimentent, le plus classiquement, depuis le secteur, certains utilisent la prise allume-cigare quand d'autres fabriquent également leur électricité depuis l'énergie solaire, éolienne, etc. Le port USB peut être utilisé également directement comme source d'électricité.

### Cas du port USB

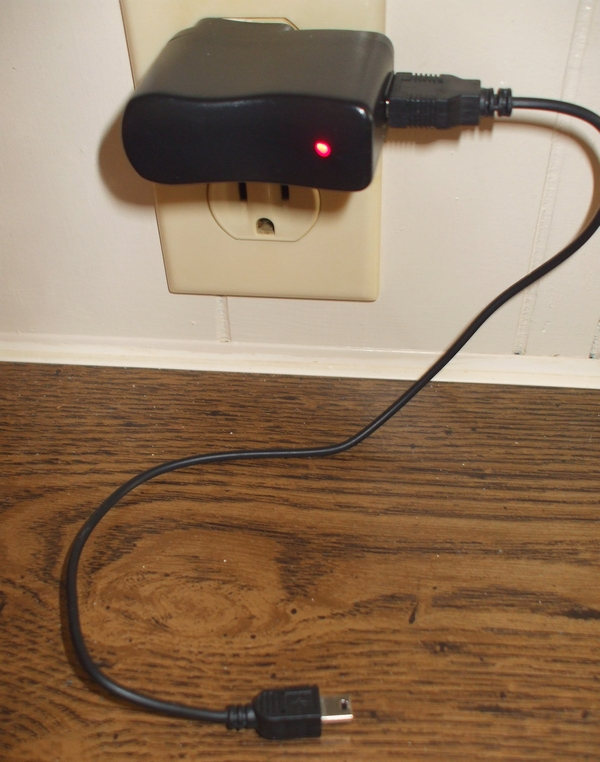
Chargeur USB mural avec son fil connecteur.

Beaucoup d'équipements portatifs électroniques, incorporant leur propre circuit de contrôle de charge, ne nécessitent plus qu'un chargeur composé d'une simple alimentation stabilisée. C'est le cas notamment pour les actuels téléphones mobiles, les GPS, les baladeurs, etc. Cette simplification des chargeurs a permis de les remplacer par d'autres sources d'alimentations stabilisées comme les ports informatiques USB qui prévoient une alimentation pour les périphériques.
En 2009, l'Union européenne a fait pression sur les principaux fabricants de téléphones mobiles afin que soient normalisées les connectiques et tensions des chargeurs. Le format choisi a été le micro-USB.
De plus en plus de fabricants fournissent des chargeurs équipés d'une prise USB-A (femelle) en sortie avec un cordon USB/micro-USB.

### Chargeur solaire

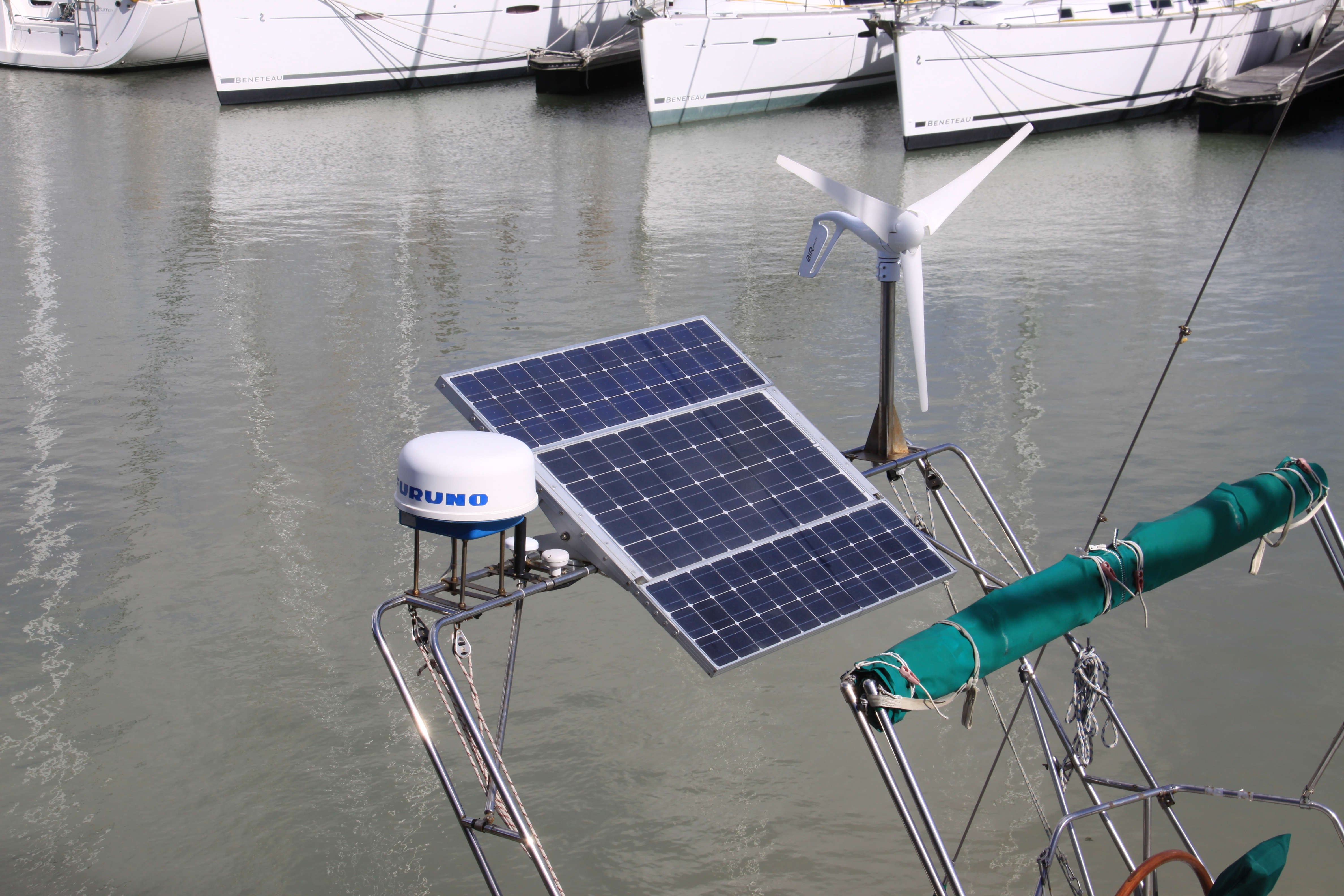
Chargeur solaire et éolien sur un navire.

La conversion des rayons solaires en électricité est réalisée grâce à l'effet photovoltaïque. Des chargeurs solaires permettent ainsi la recharge de batteries. Ils sont utilisés en particulier par les militaires comme source de recharge dans de nombreux pays et pour alimenter les batteries des systèmes de communications ou de systèmes de pompage. Dans le cadre d'une installation énergétique indépendante, ces chargeurs peuvent recharger tout un réseau de batteries qui alimentent à leur tour un campement.

### Chargeur éolien
Des chargeurs à énergie éolienne existent et peuvent compléter les chargeurs solaires, principalement sur les voiliers.

### Allume-cigare
Ces chargeurs sont spécifiquement conçus pour une utilisation dans un véhicule, via la prise allume-cigare délivrant une tension de 12 V.
Des adaptateurs de tensions USB de type A femelle (avec sortie 5 V) existent également pour se brancher directement dans l'allume-cigare. Ces adaptateurs permettent la recharge des batteries des lecteurs MP3, appareils photographiques, iPhone, iPod, etc. (Voir Cas du port USB).

## Environnement
Aujourd'hui les batteries rechargeables ou accumulateurs, sont utilisés dans les téléphones sans fil, les cellulaires, les appareils photo-numériques, les outils, les jouets, les radios, les radiocommandes, les systèmes d'alarme, l'outillage électro-portatif, etc. L'utilisation de batteries rechargeables produit moins de déchets recyclables que les piles jetables. En ce sens, les chargeurs aident à préserver l'environnement.

### Intérêt d'un chargeur universel
Cependant, la panne d'un chargeur spécifique peut être une cause de rachat de l'appareil électronique complet. C'était le cas notamment pour les téléphones mobiles ou les smartphones. Or on estime que 100 000 tonnes de déchets d'équipements électriques et électroniques étaient dues à l'absence d'un chargeur universel. C'est pourquoi, en 2009, la Commission européenne a annoncé, en accord avec dix-sept constructeurs de téléphones mobiles, un chargeur universel pour « réduire les pollutions liées à ces équipements et simplifier la vie des utilisateurs. » Cependant, certains constructeurs continuent de proposer des chargeurs différents du chargeur universel, en raison semble-t-il du montant dérisoire de la majoration de l'éco-contribution, qui passe de 0,01 € à 0,02 € en l'absence de chargeur universel. Après 13 ans de lutte, et malgré l'opposition de Apple, l'Assemblée européenne décide le 4 octobre 2022 qu'un chargeur universel à prise USB-C devra permettre de charger tous les nouveaux smartphones et appareils analogues à partir de l'automne 2024, et les nouveaux ordinateurs portables à partir de début 2026. En mai 2023, face à la rumeur du développement par l’entreprise Apple d’un port USB-C bridé qui ralentit la vitesse de charge ou de transfert pour les accessoires non certifiés Apple, le commissaire européen au marché intérieur et au numérique, Thierry Breton, a envoyé un avertissement à Apple au sujet du chargeur universel qui stipule que les appareils qui ne répondent pas aux exigences du chargeur unique ne seront pas autorisés sur le marché de l’UE.